# Novoseljani
Novoseljani falu Horvátországban Belovár-Bilogora megyében. Közigazgatásilag Belovár községhez tartozik. 

## Fekvése
Belovár központjától légvonalban 5, közúton 7 km-re keletre Belovár és Prokljuvani között a Belovacka-patak mentén fekszik. 

## Története
A település helyén már a középkorban is falu volt, melynek Szűz Mária plébániáját 1334-ben „Item ecclesia beate virginis de Ohesuricha” néven említik a zágrábi püspökséghez tartozó plébániák között. 1495-ben már „Also Chezmycze” (azaz Alsócsezmice) a neve. Gál nevű plébánosát 1501-ben „Gallus plebanus de inferiori Chesmycze” alakban említik. A falut a 16. században pusztította el a török és helye évtizedekig pusztaság volt.
A mai település 17. századtól népesült be, amikor a török által elpusztított, kihalt területre folyamatosan telepítették be a keresztény lakosságot. 1774-ben az első katonai felmérés térképén „Dorf Novo Szellyani” néven szerepel. 
A település katonai közigazgatás idején a szentgyörgyvári ezredhez tartozott. Lipszky János 1808-ban Budán kiadott repertóriumában „Novoszellyani” néven szerepel.  
Nagy Lajos 1829-ben kiadott művében „Novoszellyani” néven 15 házzal, 9 katolikus és 84 ortodox vallású lakossal találjuk.
A katonai közigazgatás megszüntetése után Magyar Királyságon belül Horvát-Szlavónország részeként, Belovár-Kőrös vármegye Belovári járásának része volt. 1857-ben 137, 1910-ben 414 lakosa volt. Az 1910-es népszámlálás szerint a falu lakosságának 38%-a szerb, 31%-a cseh, 29%-a horvát anyanyelvű volt. 1918-ban az új szerb-horvát-szlovén állam, majd később Jugoszlávia része lett. 1941 és 1945 között a németbarát Független Horvát Államhoz, majd a háború után a szocialista Jugoszláviához tartozott. 
1991-től a független Horvátország része. 1991-ben lakosságának 83%-a horvát, 8%-a szerb nemzetiségű volt. 2011-ben a településnek 708 lakosa volt.

## Lakossága
| Lakosság változása | Lakosság változása | Lakosság változása | Lakosság változása | Lakosság változása | Lakosság változása | Lakosság változása | Lakosság változása | Lakosság változása | Lakosság változása | Lakosság változása | Lakosság változása | Lakosság változása | Lakosság változása | Lakosság változása | Lakosság változása |
| ------------------ | ------------------ | ------------------ | ------------------ | ------------------ | ------------------ | ------------------ | ------------------ | ------------------ | ------------------ | ------------------ | ------------------ | ------------------ | ------------------ | ------------------ | ------------------ |
| 1857               | 1869               | 1880               | 1890               | 1900               | 1910               | 1921               | 1931               | 1948               | 1953               | 1961               | 1971               | 1981               | 1991               | 2001               | 2011               |
| 137                | 139                | 156                | 293                | 355                | 414                | 401                | 548                | 615                | 566                | 710                | 731                | 761                | 790                | 784                | 708                |